# Matthijs Vermeulen
Matheas Christianus Franciscus van der Meulen (Helmond, 8 februari 1888 – Laren NH, 26 juli 1967), vanaf oktober 1910 bekend als Matthijs Vermeulen, was een Nederlandse componist en muziekpublicist.

## Leven en werk

### Vroege jaren
Vermeulen was de zoon van het Rooms-katholieke echtpaar Franciscus Jacobus van der Meulen en Maria Adriana Wonderval. Zijn vader had een smederij en Matthijs wilde hem − overeenkomstig diens wens − opvolgen, maar na een ernstige ziekte werd hij hiervoor ongeschikt gevonden. Daarop ging hij naar het seminarie bij de jezuïeten, alwaar hij zijn eerste muziekleraar trof, die hem inwijdde in de polyfonie uit de 16e eeuw, vooral van Palestrina. Hij vond zijn muzikale roeping en verliet de priesteropleiding. In een brief aan zijn broer Christian liet hij weten op zijn 14e een soort visioen te hebben gehad: hij wilde vanaf dat moment componist worden.
Vermeulen had les van Daniël de Lange, de directeur van het Amsterdamsch Conservatorium waar hij in 1907 was toegelaten. Deze merkte zijn talent op en gaf de straatarme jongeman twee jaar gratis les. Ook nam Vermeulen privélessen bij Alphons Diepenbrock en raakte goed bevriend met hem en zijn gezin. Hij werkte van 1909 tot 1920 als muziekcriticus bij verscheidene bladen, zoals De Amsterdammer en De Telegraaf. Vanaf 1912 componeerde hij zijn Eerste Symfonie. Hij presenteerde die in 1914 aan zijn idool Willem Mengelberg, maar kreeg die pas een jaar later met afbrekend commentaar terug. Zijn Tweede Symfonie uit 1919 werd door de toen al wereldberoemde dirigent onspeelbaar genoemd, wat de twee in conflict bracht.
Eerder, op 24 november 1918, had Vermeulen bij een concert in het Concertgebouw een beroemd geworden incident veroorzaakt, gericht tegen de componist en dirigent Cornelis Dopper, maar eigenlijk tegen het conservatieve programmabeleid van Mengelberg en het Concertgebouworkest. Zijn luide uitroep door de Grote Zaal "Leve Sousa!" (met andere woorden "Geef mij de marsen van John Philip Sousa maar") leverde heftige discussies op. Hij kreeg steun van onder meer de kunstenaar en activist Erich Wichman, de componist Daniël Ruyneman en de dirigent Evert Cornelis, die daardoor zijn positie als tweede dirigent verloor. Uiteindelijk veranderde er niets aan het orkestbeleid.
De première van zijn eerste symfonie, in maart 1919 door de Arnhemsche Orkest Vereeniging, verliep door allerlei oorzaken moeizaam, maar toch kon hij met financiële steun van vrienden het schrijven opgeven en zich vanaf 1920 volledig aan de muziek wijden. In december voltooide hij zijn Tweede Symfonie en in maart 1921 begon hij aan de volgende. Kort daarna deed hij per brief een laatste, vergeefse oproep aan Mengelberg om zijn eenzijdige gerichtheid op de Duitse muziekcultuur los te laten.

### Frankrijk
Teleurgesteld besloot Vermeulen in 1921 met zijn gezin Nederland te verlaten. Hij koos ervoor naar Frankrijk te verhuizen, in de hoop op meer erkenning voor zijn polyfone ambities en voor zijn harmonieën, die op het impressionisme van onder meer Debussy en Ravel waren geïnspireerd. In 1921 vertrok hij daarom naar Louveciennes in de omgeving van Parijs, waar hij zijn symfonieën 3 t/m 5 en veel kamermuziek componeerde. Om zichzelf in leven te houden verrichtte hij journalistiek werk, onder andere voor het Soerabaiasch Handelsblad. Voor deze Nederlands-Indische krant was hij de Parijse correspondent en schreef hij van 1926 tot 1940 vele artikelen over diverse onderwerpen, meestal niet over muziek.

### Na 1945
Na de Tweede Wereldoorlog, waarin hij grote persoonlijke verliezen geleden had (zie hieronder), verhuisde Vermeulen terug naar Nederland. Hij verbond zich opnieuw als muziekmedewerker aan De Groene Amsterdammer en leverde felle, politiek getinte bijdragen aan het CPN-dagblad De Waarheid. Hij schreef in 1947 een filosofische studie Het Avontuur van den Geest (ook in het Frans vertaald), waarin hij poogde de mens en zijn positie in de wereldorde rationeel te duiden. Door uit te gaan van het bestaan van een 'scheppende geest' − die de mensheid zou inspireren tot een positief gerichte toekomst − lijkt hij zich af te zetten tegen het existentialisme van een denker als Jean-Paul Sartre. Twee jaar later verscheen Princiepen der Europese muziek, waarin hij de muziekgeschiedenis benaderde volgens de psycho-analyse. Ook begon hij weer te componeren, met evenveel gedrevenheid als voorheen. Zo kwamen onder meer de 6e en 7e symfonie en het strijkkwartet tot stand.
Vermeulen stierf na een slopende ziekte op 79-jarige leeftijd in het Gooise Laren. Hij werd begraven op het Sint-Janskerkhof in Laren.

## Persoonlijk
Vermeulen trouwde in 1918 met Anna Wilhelmina Celestine (Anny) van Hengst (1889-1944). Zij kregen vier kinderen: een dochter Anny (1919) en drie zoons Roland (1920), Josquin (1921) en Donald (1926). Zijn vrouw Anny stierf in september 1944 in Frankrijk aan de gevolgen van ondervoeding. Een maand na haar overlijden sneuvelde hun zoon Josquin, die dienst genomen had in het Franse bevrijdingsleger. Vermeulens dagboeken uit deze moeilijke periode 1944-45 zijn in 1991 gepubliceerd.
Na zijn terugkeer in Nederland na de bevrijding hertrouwde Vermeulen in 1946 met Diepenbrocks dochter Thea Diepenbrock. Zijn liefdesbrieven aan haar uit 1945-46 werden in 1995 gepubliceerd. Zij kregen in 1949 een dochter Odilia Vermeulen. Odilia trouwde met Ton Braas, die later de biografie van Vermeulen schreef.

## Waardering
De houding van Willem Mengelberg, die in 1920 de 2de symfonie onspeelbaar achtte, is lange tijd symptomatisch gebleven voor de receptie van Vermeulens werk. Hij was een idealist die in zijn composities en publicaties opkwam tegen geweld, oorlog en bewapening. In zijn oeuvre wees hij de traditionele vormschema's en de tonaliteit af. Tot uitvoeringen van zijn eigenzinnige en gepassioneerde composities kwam het maar zelden, want zijn expressieve, polymelodische, ritmisch en harmonisch gecompliceerde partituren, waarin een heftige, compromisloze emotie centraal staat, vereisen een ontvankelijk publiek. Bovendien was hij zich bij het componeren niet altijd bewust van de specifieke eigenschappen en beperkingen van muziekinstrumenten. Musici die het mikpunt van zijn scherpe kritiek waren geweest, grepen deze compositorische tekortkomingen aan als excuus om zijn werk niet te hoeven spelen.
Enige erkenning kwam er wel, want dirigenten als Eduard van Beinum (Mengelbergs opvolger bij het Concertgebouworkest) en Eduard Flipse zetten zich in voor Vermeulen. De 2e symfonie kreeg in 1953 de 5e prijs bij de internationale Koningin Elisabethwedstrijd voor compositie in Brussel. Toch beleefden sommige werken pas jaren na zijn dood hun première.
Thans beschouwen velen hem als een belangrijk Nederlands symfonicus, al verschijnt zijn werk nog steeds niet heel frequent op de concertprogramma's. Dankzij Donemus en de Matthijs Vermeulen Stichting kwamen opnamen van vrijwel zijn complete oeuvre in 1984 uit op lp en in 1994 op cd. Op Chandos verschenen de 2e, 6e en 7e symfonie door het Residentie Orkest o.l.v. Gennadi Rozjdestvenski.
De toegenomen belangstelling geldt ook andere aspecten van de mens Vermeulen. Zijn levensloop, persoonlijkheid, opvattingen en literaire talent hebben de aandacht getrokken, aangewakkerd door de verschijning van zijn biografie en de uitgave van zijn dagboeken en brieven.

## Complete werkenlijst

### Symfonieën
- 1: Symphonia Carminum (1912-1914)
- 2: Prélude à la nouvelle journée (1920)
- 3: Thrène et Péan (1921)
- 4: Les Victoires (1941)
- 5: Les lendemains chantants (1945)
- 6: Les minutes heureuses (1958)
- 7: Dithyrambes pour les temps à venir (1965)

### Overige werken
- On ne passe pas, voor tenor en piano (1917)
- Les filles du roi d'Espagne, voor mezzosopraan en piano (1917)
- The soldier, voor bariton en piano (1917)
- La veille, voor mezzosopraan en piano (1932: versie met orkest) (1917)
- Sonate pour violoncelle et piano (1918)
- Trio à cordes (strijktrio) (1923)
- Sonate pour piano et violon (1925)
- De Vliegende Hollander, voor orkest, bij het waterfeestspel van Martinus Nijhoff (1930)
- Deuxième sonate pour piano et violoncelle (1938)
- Trois salutations à notre dame, voor mezzosopraan en piano (1941)
- Le balcon, voor mezzosopraan of tenor en piano (1944)
- Préludes des origines, voor bariton en piano (1959)
- Quator à cordes (strijkkwartet) (1961)
- Trois cants d'amour, voor mezzosopraan en piano (1962)

### Bewerking
- Jean-Baptiste Lully: Cadmus et Hermione (opera), ten behoeve van de uitgave van Les Oeuvres complètes de J.B. Lully onder redactie van Henry Prunières (1930).

## Boekpublicaties

### Studies
- Het Avontuur van den Geest. De plaats van den mens in dat avontuur. Amsterdam, 1947
- L'Aventure de l'Esprit. Paris, 1955 (vertaling van Het Avontuur van den Geest door de auteur zelf)
- Princiepen der Europese muziek. Amsterdam, 1949

### Gebundeldeessays
- De twee muzieken. Leiden, 1918
- Klankbord. In De Vrije Bladen, Amsterdam, 1929
- De eene grondtoon. In De Vrije Bladen, Amsterdam, 1932
- De muziek dat wonder. Den Haag, 1958
- De stem van levenden (postuum samengesteld door Thea Vermeulen-Diepenbrock). Arnhem, 1981

### Dagboeken en brieven
- Het enige hart. Dagboek 1 september 1944 - 1 september 1945. Amsterdam, 1991. ISBN 90 234 3178 2
- Mijn geluk, mijn liefde. Brieven aan Thea Diepenbrock. Amsterdam, 1995. ISBN 90 234 3249 5

## Matthijs Vermeulenprijs
De "Matthijs Vermeulenprijs" is de meest gerenommeerde muziekprijs voor Nederlandse componisten. Voor jonge componisten bestaat er bovendien de "Matthijs Vermeulen Aanmoedigingsprijs".
- Bibliothèque nationale de France: cb139593694 (data)
- Biografisch Portaal: 96411750
- Digitale Bibliotheek voor de Nederlandse Letteren: verm030
- Gemeinsame Normdatei: 119030144
- International Standard Name Identifier: 0000 0001 0956 8928
- Library of Congress Control Number: n83066243
- MusicBrainz: 1454fa0e-e2a9-49f9-a883-1450176646af
- Nationale Bibliotheek van Tsjechië: ola2002153305
- Nationale Bibliotheek van Israël: 987007284362005171
- Nationale Bibliotheek van Polen: a0000003690579
- Nederlandse Thesaurus van Auteursnamen: 080104347
- SNAC: w65z4b88
- Système universitaire de documentation: 146844521
- Virtual International Authority File: 17414439
- WorldCat: E39PBJbtp9QTbg947bbhQ9rjG3